# Mendoza Chico
Mendoza Chico és una localitat de l'Uruguai, ubicada al sud del departament de Florida. Forma part de l'àrea metropolitana de Florida, amb una població aproximada de 600 habitants, segons les dades del cens del 2004.
Es troba a 76 metres sobre el nivell del mar.
| 1963 | 1975 | 1985 | 1996 | 2004    |
| ---- | ---- | ---- | ---- | ------- |
| 233  | 446  | 399  | 574  | {{{5}}} |